# Emisijski kupon
Emisijski kupon je splošen izraz za dovoljenje za pravico do izpusta ene tone ogljikovega dioksida ali ustrezne količine drugega toplogrednega plina z ekvivalentno količino toplogrednega učinka.

Emisijski kupon in njegovo tržišče pomenita nacionalni in mednarodni poizkus ublažitve rasti toplogrednih plinov. Cilj vzpostavitve trgovanja z emisijskimi kuponi je dovoliti tržnim mehanizmom pogon industrijskih in komercialnih procesov v smeri manjših emisij ogljikovega dioksida in drugih toplogrednih plinov.

## Ozadje
Sežiganje fosilnih goriv je glavni vir industrijskih emisij toplogrednih plinov, še posebej za industrijske panoge ki proizvajajo energijo, cement, jeklo, tekstil, gnojila ter panoge, ki se zanašajo na fosilna goriva (premog, elektriko iz premoga, zemeljskega plina in nafte). Glavni toplogredni plini, ki jih te industrije proizvedejo so ogljikov dioksid, metan, dušikov oksid in fluorirani ogljikovodiki (HFC). Ti plini povečujejo sposobnost zadrževanja infrardeče energije v atmosferi in s tem vpliva na podnebje. Koncept emisijskih kuponov je nastal kot posledica večje ozaveščenosti glede nadzora nad emisijami. 
Emisijski kuponi ustvarjajo tržišče za zmanjševanje toplogrednih plinov s tistim trenutkom, ko določijo monetarno valuto stroškom onesnaženja zraka. Emisije tako postanejo notranji strošek neke dejavnosti in so vidni v bilanci stanja poleg stroškov surovin in drugih obveznosti ali sredstev. 
Z omogočenjem trgovanja z emisijskimi kuponi lahko države, industrije in drugi subjekti iščejo najbolj stroškovno učinkovite načine za zmanjšanje svojih emisij in sicer z vlaganjem v čistejše tehnologije, sodobnejše in učinkovitejše obrate ali kupovanjem kuponov od subjektov, ki že razpolagajo s takšnimi tehnologijami in imajo posledično presežek emisijskih kuponov. 

## Sistemi trgovanja
Obstajajo različni sistemi trgovanja z emisijskimi kuponi. Nekateri sistemi so obvezujoči, tak je tudi sistem trgovanja z emisijskimi kuponi v EU, ki v prvi različici obsega industrijske obrate.
Prostovoljni sistemi trgovanja z emisijskimi kuponi omogočajo nakup kuponov za izravnavo emisij, da se z nakupom kupona financira dejavnost, ki ima za posledico zmanjšanje emisij ali ponor ogljikovega dioksida. Ta pristop je lahko uporaben pri financiranju zmanjševalnih shem izpustov med različnimi partnerji po svetu.

### Kjotski sporazum
Kjotski sporazum je uvedel količinsko določene zaveze držav podpisnic, omogoča pa tudi prenos oziroma trgovanje z zavezami med državami podpisnicami, če ena podpisnica dosega boljše zmanjšanje emisij od zaveze.